# Dionisio Urreisti
Dionisio Urreisti Beristain (Motrico, Guipúzcoa, 17 de marzo de 1943), es un exfutbolista español que jugó a lo largo de toda su carrera profesional en la Real Sociedad.
Centrocampista de la Real Sociedad durante las décadas de 1960 y 1970. Jugó un total de 416 partidos oficiales con la Real Sociedad, de ellos 231 en la Primera división española. Marcó 78 goles con la Real Sociedad, de ellos 24 en la Primera división.

## Biografía
Dionisio Urreisti nació en 1943 en la localidad costera guipuzcoana de Motrico.

### Inicios
Comenzó jugando al fútbol en su localidad natal. En su infancia compaginó el fútbol con la pelota vasca, aunque se decantó finalmente por el deporte del balón.
Su primer equipo federado fue el Burumendi, un equipo juvenil de Motrico donde jugó la temporada 1959-60. Jugando en el Burumendi, con 16 años, fue seleccionado como integrante de la selección juvenil de Guipúzcoa. Guipúzcoa se proclamó campeona de España juvenil de selecciones territoriales y Urreisti fue uno de los jugadores más destacados de aquella selección. Este torneo le valió de trampolín tanto para ser convocado por la selección española juvenil como para que se interesara por su fichaje la Real Sociedad de Fútbol.
Fue fichado en 1960 por la Real Sociedad. Su primera temporada jugó muy poco, ya que si por edad le correspondía jugar en el juvenil, esta categoría se le quedaba pequeña y jugó solo unos pocos partidos con los juveniles. Por ello entrenaba con el filial de la Real, el San Sebastián CF, que aquella temporada militaba en la Segunda división española; sin embargo por edad a Urreisti no le estaba permitido jugar con el Sanse en esa categoría y tuvo que esperar a la temporada 1961-62 para integrarse definitivamente en la plantilla del Sanse y debutar con este equipo en la Segunda división española.
La temporada 1961-62 fue el extremo derecho titular del Sanse, que hizo una gran temporada tanto en la Segunda División como en el torneo de Copa (en aquella época los filiales participaban en la Copa). En la Copa les tocó enfrentarse al todopoderoso Real Madrid, que pasó serios apuros para eliminar al Sanse. En la Liga, el Sanse acabó en los puestos altos de la categoría, pero a una brillante campaña del filial se contrapuso una pésima del primer equipo, que por primera vez en más de una década descendió de Primera a Segunda División. Por ello, el Sanse fue descendido automáticamente al acabar la temporada a la Tercera División. En su paso por el Sanse Urreisti jugó 26 partidos y marcó 8 goles.

### Carrera en la Real Sociedad
De cara a la temporada 1962-63, con solo 19 años de edad, Urreisti fue ascendido del filial al primer equipo. La Real Sociedad se encontraba en una grave crisis económica y deportiva y tuvo que tirar de los jóvenes jugadores de la cantera para formar la plantilla que debía tratar de devolver al club a la Primera División. Estos, entre ellos Urreisti, habían demostrado ya que tenían nivel suficiente, al menos para hacer un más que digno papel en la Segunda División. Su debut con la Real Sociedad se produjo el 16 de septiembre de 1962, ante el CD Orense.

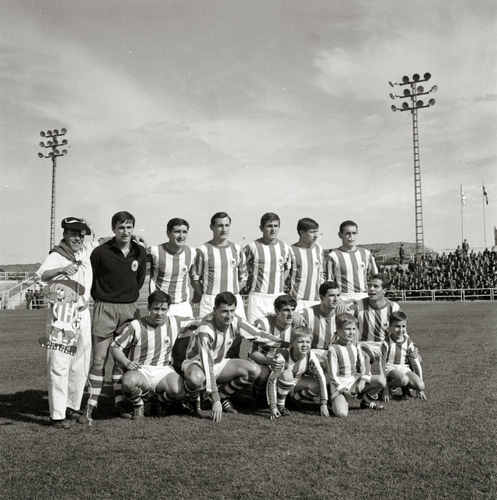
Alineación de la Real Sociedad que logró el ascenso frente al Calvo Sotelo en abril de 1967: los héroes de Puertollano: Desde la izquierda, Urreisti es el primero de los jugadores agachados.

Durante las siguientes dos temporadas Urreisti se fue haciendo dueño indiscutible del puesto de extremo derecho titular de la Real, puesto que ya no abandonaría hasta 1976. El gran hito deportivo de la carrera de Dioni Urreisti fue el ascenso que obtuvo la Real Sociedad en la temporada 1966/67 y que permitió al club retornar a la élite del fútbol español tras 5 años en Segunda división. Urreisti fue uno de los más destacados integrantes de la generación de los Héroes de Puertollano, aquellos jugadores que cogieron la Real Sociedad en Segunda, lograron el ascenso en dicha localidad manchega en 1967 y posteriormente asentaron al club en la Primera división durante los años siguientes. Otros jugadores de aquella mítica generación fueron Gorriti, Martínez, Ormaetxea, Arzac, Boronat, etc.
Con la Real ya en Primera División, Urreisti siguió siendo titular del equipo. Su versatilidad le permitía jugar en numerosos puestos del equipo además de su puesto natural de extremo derecho. Jugó también de delantero, lateral, centrocampista e incluso en sus últimas temporadas de defensa central.
En sus últimas temporadas, y siendo ya capitán del equipo, la Real logró dos cuartos puestos consecutivos en Liga que permitieron a la Real debutar en la Copa de la UEFA durante las temporadas 1974/75 y 1975/76.
La última temporada como futbolista de Urreisti, la 1976-77, pasó de ser un jugador clave del equipo a pasar prácticamente desapercibido. No jugó un solo minuto en Liga y tan solo 2 partidos de Copa. Una inoportuna lesión le hizo pasar por el quirófano y le hizo perderse prácticamente toda la temporada. Su veteranía (tenía ya 34 años), unida a la grave lesión que había sufrido y a la irrupción de nuevos y brillantes talentos en el centro del campo de la Real, le obligaron a cerrar finalmente su carrera en la Real tras 15 temporadas en el club. Su retirada de la Real y del fútbol coincidió con la de otros dos ilustres héroes de Puertollano como Gorriti y Boronat En el momento de su retirada Urreisti ostentaba el récord de ser el jugador con más partidos oficiales de la historia de la Real Sociedad, 416 partidos. En la actualidad sigue estando en el Top-10 de los jugadores que más veces han vestido la camiseta txuri-urdin.
Con las rentas obtenidas de sus 15 temporadas como futbolista profesional Urreisti montó varios negocios. Fueron de su propiedad una tienda de ropa en Ondárroa donde trabajaban su mujer y su cuñada; y el conocido "Bar Pepe" en el barrio donostiarra de El Antiguo.

## Clubes y estadísticas
| 1961/62                         | San Sebastián CF        | España | Segunda división española | 23   | 8  | 3  | 0 | - | - |
| 1962/63                         | Real Sociedad de Fútbol | España | Segunda división española | 11   | 1  | 4  | 0 | - | - |
| 1963/64                         | Real Sociedad de Fútbol | España | Segunda división española | 28   | 10 | 6  | 0 | - | - |
| 1964/65                         | Real Sociedad de Fútbol | España | Segunda división española | 26   | 8  | 10 | 8 | - | - |
| 1965/66                         | Real Sociedad de Fútbol | España | Segunda división española | 23   | 10 | 3  | 2 | - | - |
| 1966/67                         | Real Sociedad de Fútbol | España | Segunda división española | 28   | 10 | 2  | 1 | - | - |
| 1967/68                         | Real Sociedad de Fútbol | España | Primera división española | 27+2 | 4  | 3  | 0 | - | - |
| 1968/69                         | Real Sociedad de Fútbol | España | Primera división española | 21   | 0  | 7  | 3 | - | - |
| 1969/70                         | Real Sociedad de Fútbol | España | Primera división española | 30   | 8  | 5  | 0 | - | - |
| 1970/71                         | Real Sociedad de Fútbol | España | Primera división española | 27   | 1  | 5  | 0 | - | - |
| 1971/72                         | Real Sociedad de Fútbol | España | Primera división española | 30   | 5  | 2  | 1 | - | - |
| 1972/73                         | Real Sociedad de Fútbol | España | Primera división española | 26   | 1  | 1  | 0 | - | - |
| 1973/74                         | Real Sociedad de Fútbol | España | Primera división española | 25   | 3  | 2  | 0 | - | - |
| 1974/75                         | Real Sociedad de Fútbol | España | Primera división española | 23   | 1  | 4  | 0 | 2 | 0 |
| 1975/76                         | Real Sociedad de Fútbol | España | Primera división española | 24   | 0  | 3  | 0 | 4 | 1 |
| 1976/77                         | Real Sociedad de Fútbol | España | Primera división española | 0    | 0  | 2  | 0 | - | - |
| Fuente: Web de la Real Sociedad |                         |        |                           |      |    |    |   |   |   |

### Selección nacional
Fue convocado con la Selección de fútbol de España juvenil y preseleccionado con la absoluta, pero no llegó a debutar con esta.